# Bulharsko na Letních olympijských hrách 1996
Bulharsko na Letních olympijských hrách 1996 v americké Atlantě reprezentovalo 110 sportovců, z toho 74 mužů a 36 žen. Nejmladší účastnicí byla Veselina Genčeva (15 let, 57 dní), nejstarší účastnicí byla Nonka Matova (41 let, 278 dní). Reprezentanti vybojovali 15 medailí, z toho 3 zlaté, 7 stříbrných a 5 bronzových.

## Medailisté
| Medaile | Jméno                                                                                    | Sport                | Disciplína                   |
| ------- | ---------------------------------------------------------------------------------------- | -------------------- | ---------------------------- |
| Zlato   | Stefka Kostadinovová                                                                     | Atletika             | Ženy skok vysoký             |
| Zlato   | Daniel Božinov                                                                           | Box                  | muší váha                    |
| Zlato   | Valentin Jordanov                                                                        | Zápas                | Muži volný styl do 52 kg     |
| Stříbro | Krasimir Dunev                                                                           | Sportovní gymnastika | hrazda                       |
| Stříbro | Emil Milev                                                                               | Sportovní střelba    | 25 metrů rychlopalná pistole |
| Stříbro | Diana Jorgova                                                                            | Sportovní střelba    | 25 metrů sportovní pistole   |
| Stříbro | Serafim Todorov                                                                          | Box                  | muší váha                    |
| Stříbro | Tončo Tončev                                                                             | Box                  | lehká váha                   |
| Stříbro | Joto Jotov                                                                               | Vzpírání             | do 76 kg                     |
| Stříbro | Vjara Vataška Ivelina Taleva Majja Tabakova Marija Koleva Valentina Kevlijan Ina Delčeva | Moderní gymnastika   | Družstvo žen                 |
| Bronz   | Tanju Kirjakov                                                                           | Sportovní střelba    | Air pistole                  |
| Bronz   | Marija Grozdeva                                                                          | Sportovní střelba    | Air pistole                  |
| Bronz   | Nikolaj Pešalov                                                                          | Vzpírání             | do 59 kg                     |
| Bronz   | Sevdalin Minčev                                                                          | Vzpírání             | do 54 kg                     |
| Bronz   | Milko Kazanov Andrian Dušev                                                              | Kanoistika           | kajak – K2 1000 metrů        |